# たかやしろ・見晴らし街道

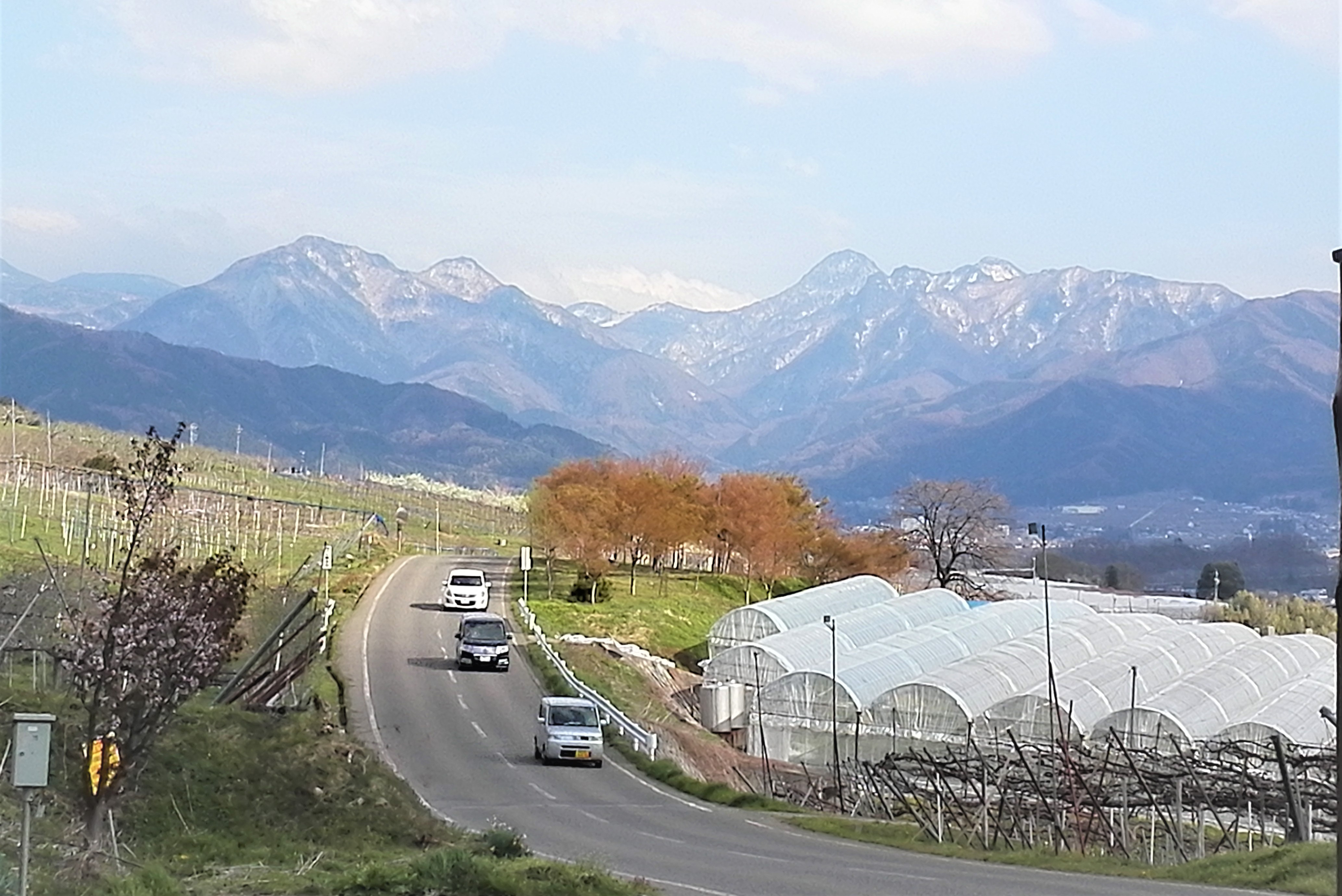
たかやしろ・見晴らし街道

たかやしろ・見晴らし街道（たかやしろ・みはらしかいどう）は、長野県中野市北部の【高社大橋交差点】～【高社大橋】～【田上(牧ノ入線)】を走る中野市道の愛称。

## 概要
・中野市のシンボル「高社山」の麓を走る、市道平岡10号線・科野9号線・倭7号線（通称：北部農免道路）に、市が2015年に区長会の要望により愛称を付けた。　総延長は約5,390メートル。
・春は桜、秋はブドウやリンゴ園・高社山・千曲川・北信五岳・市街地を一望できる。

## マップ
・信州なかの産業・観光公社では上信越自動車道信州中野I.Cから豊田飯山I.Cまでのマップを公開している。

## 周辺
- 一本木公園
- 谷厳寺
- 信州中野銅石版画ミュージアム
- 晋平の里間山温泉公園「ぽんぽこの湯」
- 長嶺温泉
- 中山晋平記念館
- 日本土人形資料館